# Guts (frisbeespel)
Guts of guts disc is een spel verwant aan trefbal dat gespeeld wordt met een frisbee.  De spelers van één team staan in een rij en proberen met één hand een frisbee te vangen die een speler van het andere team met volle kracht naar hen gooit.  Het is toegestaan de frisbee in de lucht te slaan en daarna te vangen, voordat hij de grond raakt.
Een variant is flutterguts.  Hierbij staan twee teams (van één of meer spelers) op enkele stappen van elkaar en gooien een frisbee over.  Hierbij is het de bedoeling deze zó te gooien dat het andere team de schijf niet kan vangen.  Ze wordt dus bewust niet-draaiend gegooid.  Ook hier moet eenhandig gevangen worden voordat de schijf de grond raakt.  Deze variant is heel wat minder kwetsuurgevoelig.